# Tournefortia mutabilis
Tournefortia mutabilis là loài thực vật có hoa trong họ Mồ hôi. Loài này được Vent. miêu tả khoa học đầu tiên năm 1803.